# Національний парк Акан Машу
Національний парк Акан Машу (яп. 阿寒摩周国立公園, Akan Mashū Kokuritsu Kōen) — це національний парк, розташований на острові Хоккайдо, Японія. Разом із національним парком Дайсецузан це два найстаріших національних парку Хоккайдо. Парк засновано 4 грудня 1934 року.
Акан — це територія вулканічних кратерів і лісів, що охоплює 90 481 гектар (904,81 км2). Парк відомий кришталево чистими озерами, гарячими джерелами та великим марімо. Це єдине місце в Японії, де природним чином утворюються марімо помітних розмірів.

## Місця
Парк можна розділити на дві загальні зони, Кавайю та Акан.

### Кавайю
Гора Іо та Каваю Онсен пропонують природні гарячі джерела та сірчані фумароли. Навколо озера Кушаро, кальдерного озера, розташовані перевал Біхоро, гора Мокото та гора Нісібецу. Біля озера півострів Вакото — це територія з високою температурою ґрунту та унікально адаптованою дикою природою. Озеро Масю є кальдерним озером. Це одне з найчистіших озер у світі з видимістю до 40 метрів.

### Акан
Кальдера Акан — велика кальдера понад 20 км у поперечнику. Зсередини кальдери виходить вулканічний комплекс Акан, який включає найвищу гору в парку, гору Меакан. В озері також є кипляча грязь, яка називається бокке. Острів Чуруй є одним із чотирьох островів в озері та місцем виставкового та оглядового центру Марімо. Озеро Оннето розташоване біля підніжжя гори Меакан. Поруч є водоспад з гарячою водою Onnetō Yu-no-taki. Із Сокодая можна спостерігати за озерами Пенкето та Панкето. Обсерваторія на горі Хакуто, гора Кікін, перевал Цурумі та обсерваторія на озері Акан пропонують панорами навколишньої сільської місцевості. На річці Акан люди спостерігають за гирлом річки Такігуті, яка впадає в озеро Акан з мосту Такімі. У цьому районі також є озера Джіро та Таро.

## Галерея

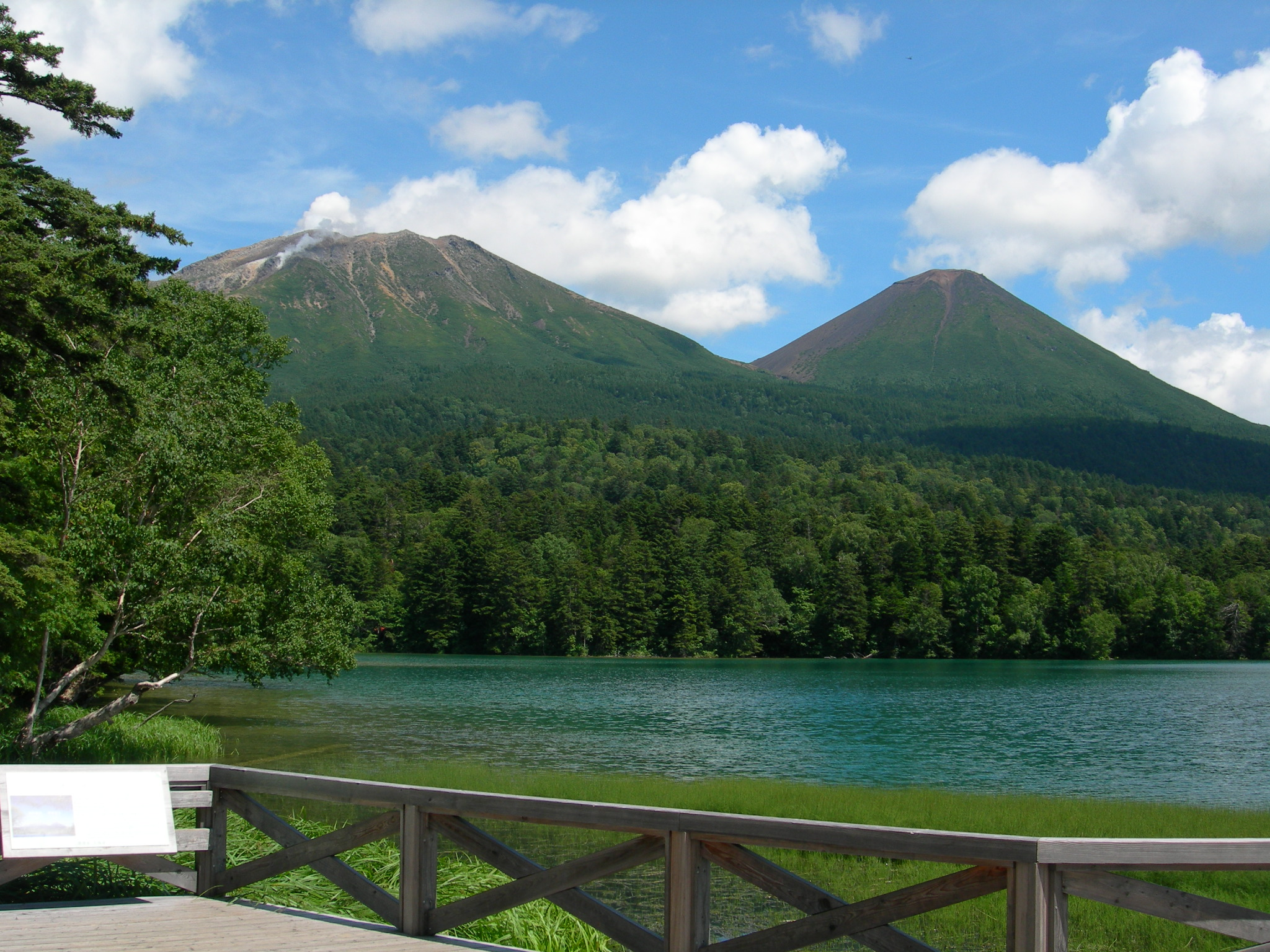
Оннето（серпень 2006 року）
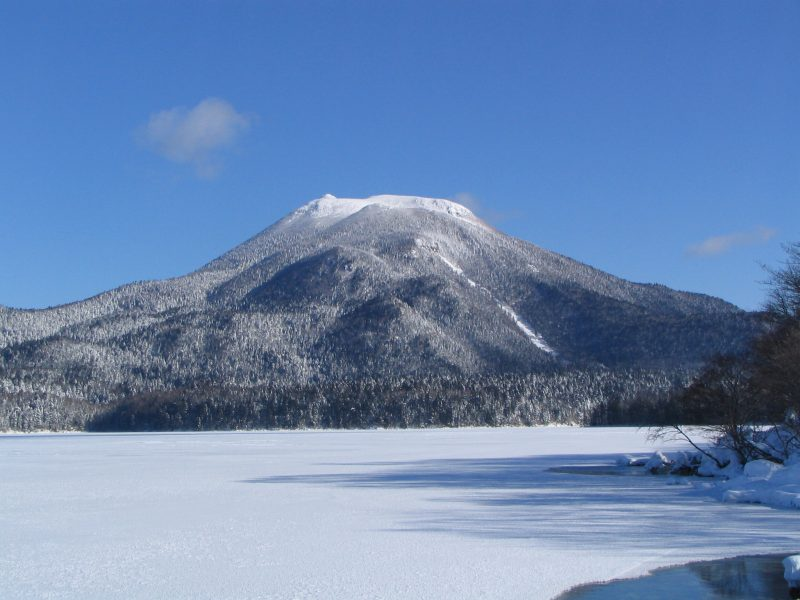
Замерзше Озеро Акан （січень 2006 року）
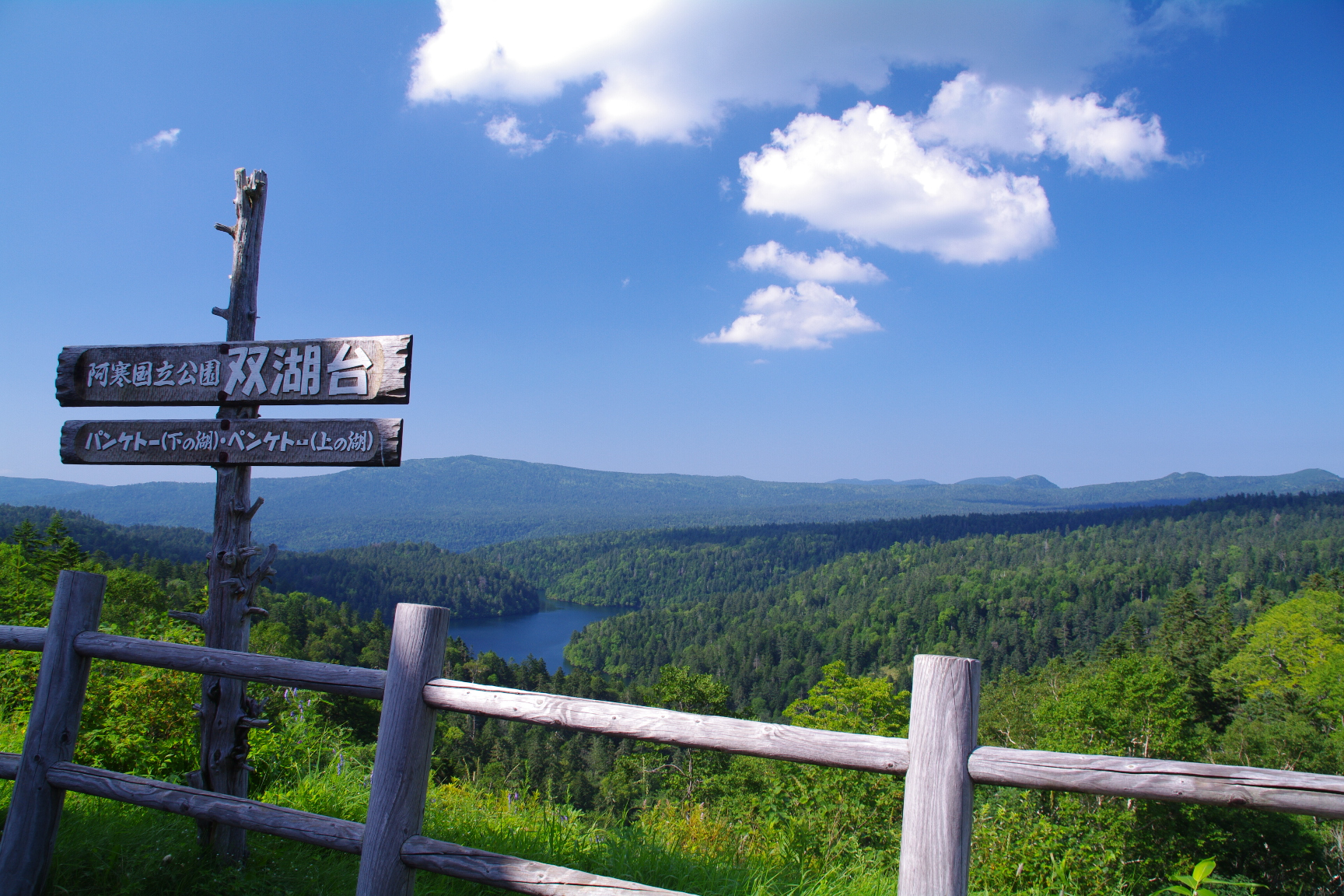
Шуукотай（2009 рік）
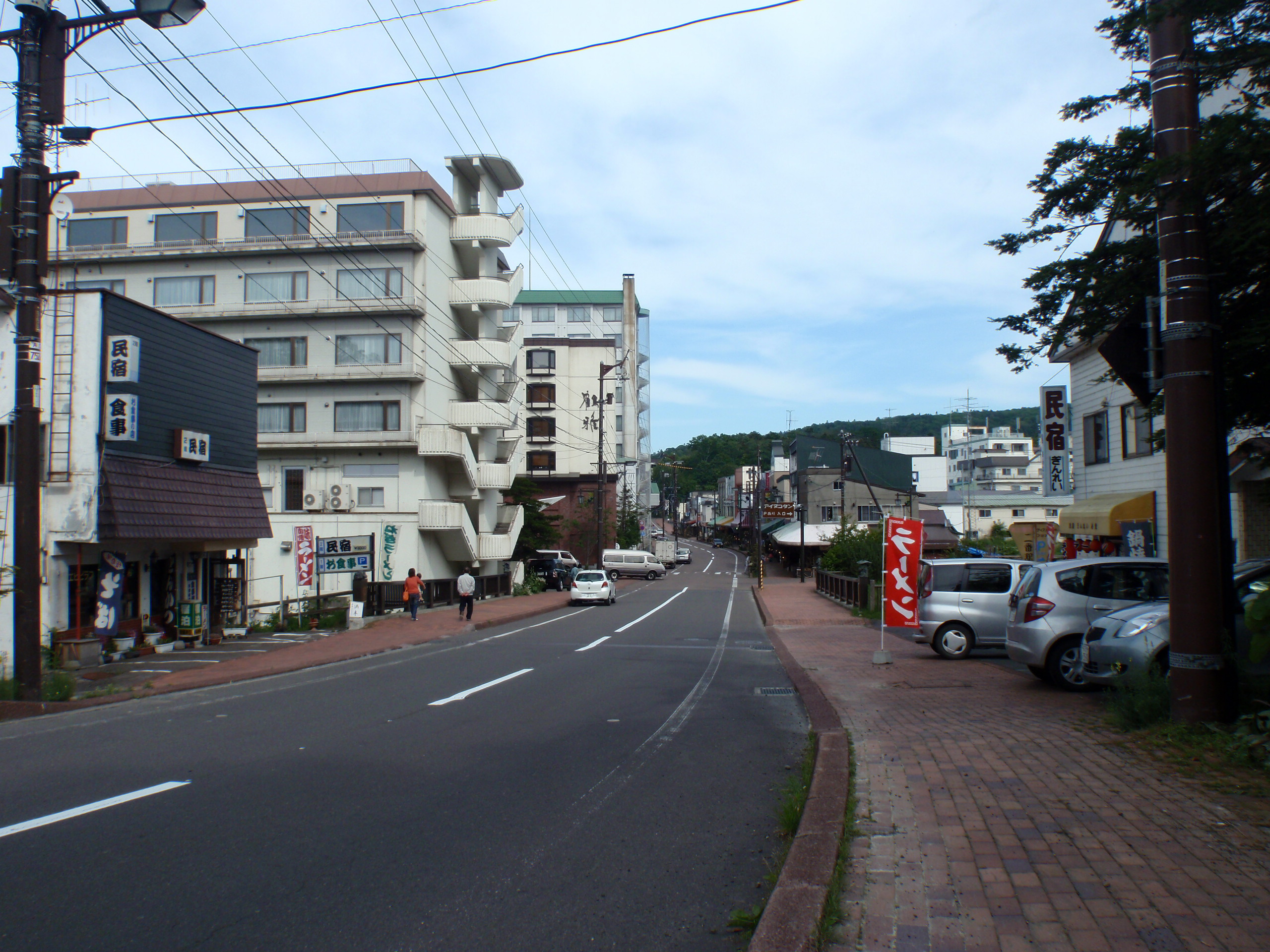
Будівля Акан Онсен（2011年7月）
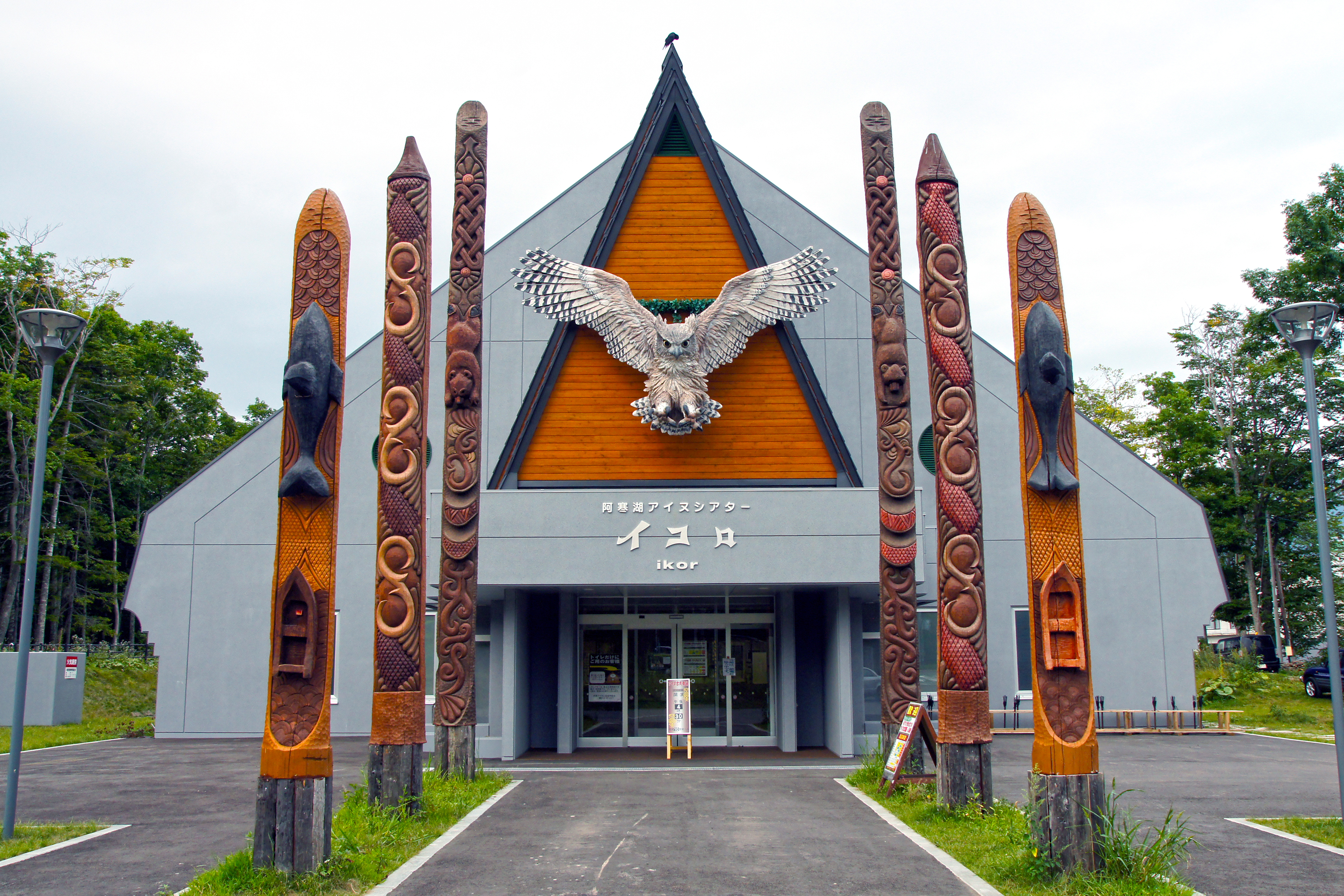
Аїнуський театр "Ікоро" на озері Акан (2012 рік)
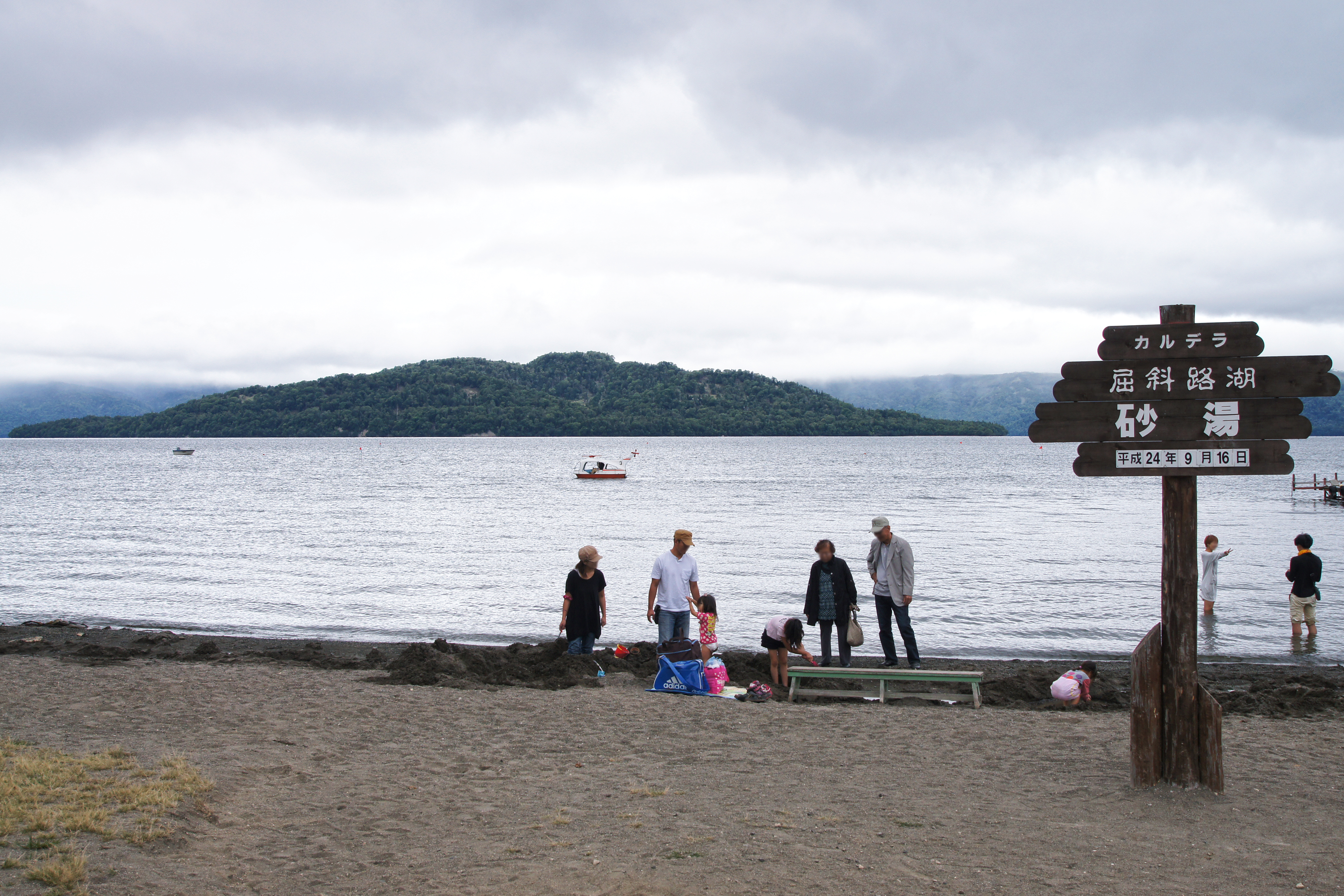
Піщані ванни на озері Кушаро (2012 рік)
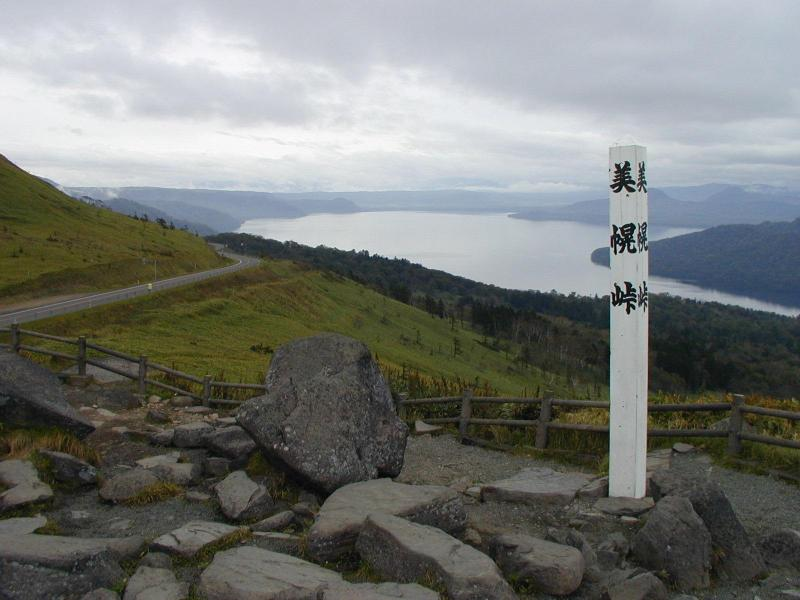
Бігорський перевал（2004 рік）
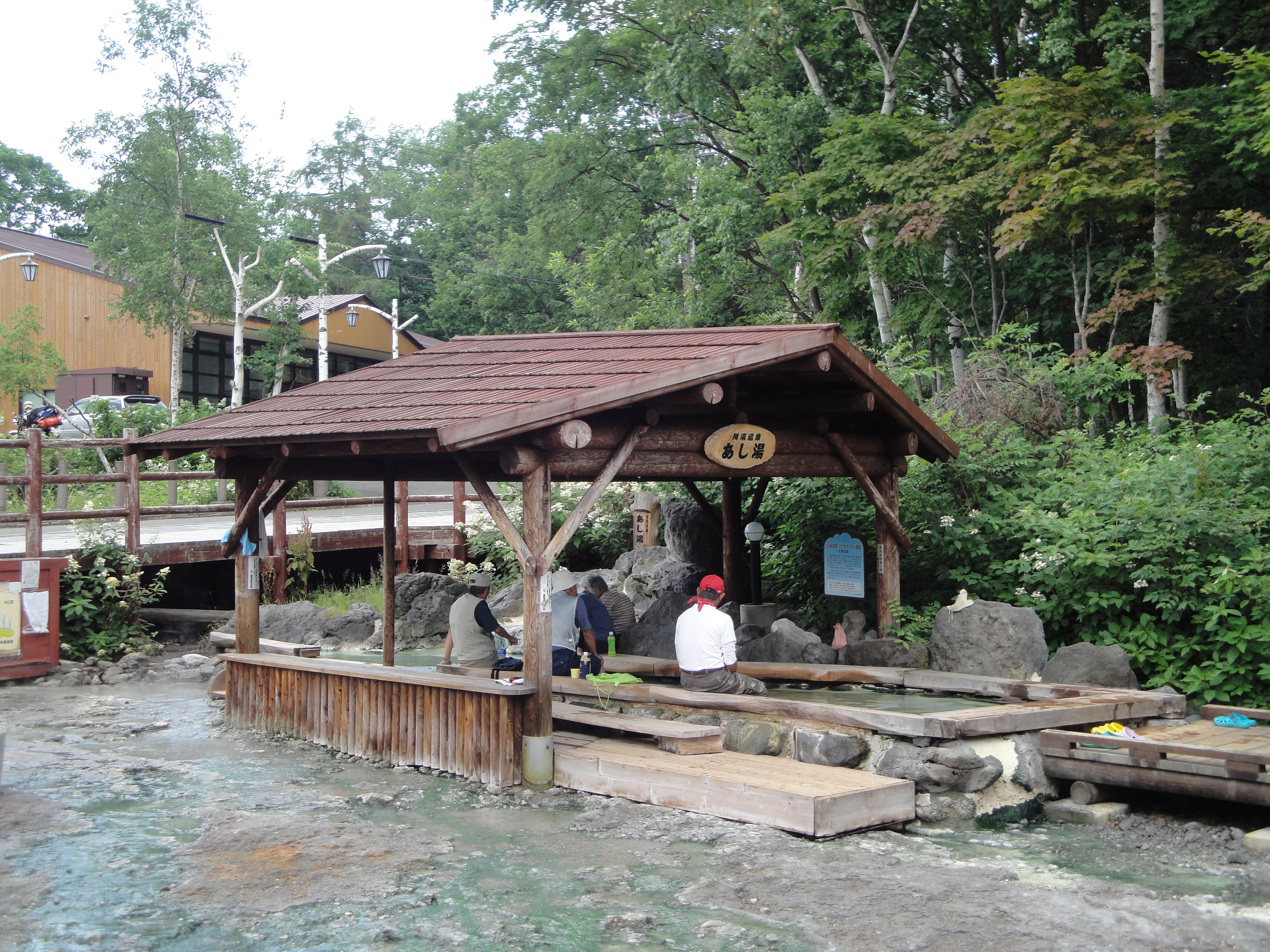
Ванни для ніг в Каваю Онсен（2011 рік）
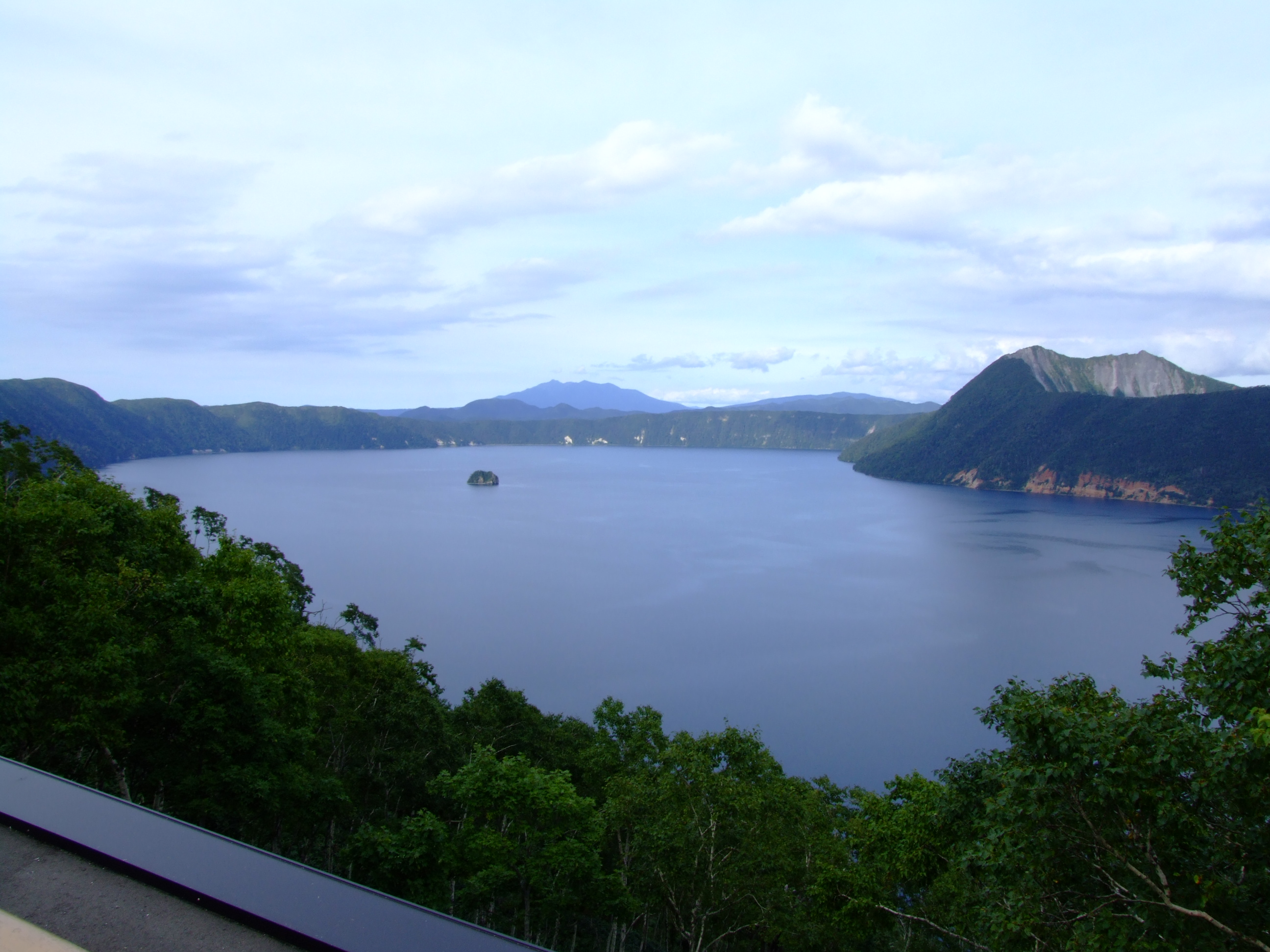
Озеро Машу, вид з обсерваторії（2005 рік）